# (1006) Lagrangea
(1006) Lagrangea es un asteroide perteneciente al cinturón de asteroides descubierto el 12 de septiembre de 1923 por Serguéi Ivánovich Beliavski desde el observatorio de Simeiz en Crimea.
Está nombrado en honor de Joseph-Louis de Lagrange (1736-1813), matemático francés de origen italiano.